# 米倉村 (新潟県)
米倉村（よねくらむら）は、かつて新潟県北蒲原郡にあった村。

## 沿革
- 1889年（明治22年）4月1日 - 町村制施行に伴い北蒲原郡米倉村、山内村、中々山村が合併し、米倉村が発足。
- 1955年（昭和30年）3月31日 - 新発田市に編入され消滅。

## 学校

### 小学校
- 米倉村立米倉小学校

### 中学校
- 米倉村立米倉中学校

## 交通

### 鉄道路線
- 日本国有鉄道
  - 赤谷線
    - 米倉駅

　※合併後の1963年には旧村域に新山内駅が設置されるが、当時は未設置。